# Prefeito de Seul
O Prefeito de Seul (hangul: 서울특별시장; hanja: 서울特別市長) é o chefe do executivo para o Governo Metropolitano de Seul, a capital e maior cidade da Coreia do Sul. A posição é historicamente uma das mais poderosas do país. Yun Bo-seon e Lee Myung-bak foram prefeitos de Seul antes de tornarem-se presidentes da Coreia do Sul.

## Lista cronológica
O cargo moderno de prefeito sucede o ofício histórico de Hansong-bu P'anyun ("Senhor Prefeito de Seul"). Com exceção de Kim Sangdon em 1960, a posição foi um posto nomeado até 1995; desde então, os prefeitos são eleitos por voto popular.

### Prefeitos nomeados (antes de 1995)
| Prefeito       | Início do mandato       | Fim do mandato          | Partido                 |
| -------------- | ----------------------- | ----------------------- | ----------------------- |
| Kim Hyongmin   | 28 de setembro de 1946  | 15 de dezembro de 1948  |                         |
| Yun Bo-seon    | 15 de dezembro de 1948  | 6 de junho de 1949      |                         |
| Lee Kibung     | 6 de junho de 1949      | 8 de maio de 1951       |                         |
| Kim Taeson     | 27 de junho de 1951     | 6 de julho de 1956      |                         |
| Goh Chaebong   | 6 de julho de 1956      | 14 de dezembro de 1957  |                         |
| Heo Jeong      | 14 de dezembro de 1957  | 12 de junho de 1959     | Democrático             |
| Yim Hungsoon   | 12 de junho de 1959     | 30 de abril de 1960     | Liberal                 |
| Chang Kiyong   | 2 de maio de 1960       | 30 de junho de 1960     | Liberal                 |
| Kim Sangdon*   | 30 de dezembro de 1960  | 16 de maio de 1961      | Democrático             |
| Yoon Taeil     | 21 de maio de 1961      | 16 de dezembro de 1963  | Militar                 |
| Yun Chi-young  | 17 de dezembro de 1963  | 30 de março de 1966     | Democrático Republicano |
| Kim Hyonok     | 31 de março de 1966     | 16 de abril de 1970     | Democrático Republicano |
| Yang Taekshik  | 16 de abril de 1970     | 2 de setembro de 1974   | Democrático Republicano |
| Kuh Chachun    | 2 de setembro de 1974   | 22 de dezembro de 1978  | Democrático Republicano |
| Chong Sangchon | 22 de dezembro de 1978  | 2 de setembro de 1980   | Democrático Republicano |
| Park Yongsu    | 2 de setembro de 1980   | 28 de abril de 1982     | Justiça Democrática     |
| Kim Sung-bae   | 28 de abril de 1982     | 15 de outubro de 1983   | Justiça Democrática     |
| Yom Po-hyun    | 15 de outubro de 1983   | 30 de dezembro de 1987  | Justiça Democrática     |
| Kim Yong-rae   | 30 de dezembro de 1987  | 5 de dezembro de 1988   | Justiça Democrática     |
| Goh Kun        | 5 de dezembro de 1988   | 27 de dezembro de 1990  | Justiça Democrática     |
| Park Se-jik    | 27 de dezembro de 1990  | 19 de fevereiro de 1991 | Democrático Liberal     |
| Rhee Hai-Won   | 19 de fevereiro de 1991 | 26 de junho de 1992     | Democrático Liberal     |
| Lee Sang-bae   | 26 de junho de 1992     | 26 de fevereiro de 1993 | Democrático Liberal     |
| Kim Sang-chol  | 26 de fevereiro de 1993 | 4 de março de 1993      | Democrático Liberal     |
| Lee Won-jong   | 8 de março de 1993      | 21 de outubro de 1994   | Democrático Liberal     |
| Woo Myung-gyu  | 22 de outubro de 1994   | 3 de novembro de 1994   | Democrático Liberal     |
| Choi Pyong-yol | 3 de novembro de 1994   | 30 de junho de 1995     | Democrático Liberal     |

### Prefeitos eleitos (1995-atualmente)
| No. | Prefeito           | Prefeito                                               | Imagem               | Início do mandato      | Fim do mandato        | Partido                                                                              |
| --- | ------------------ | ------------------------------------------------------ | -------------------- | ---------------------- | --------------------- | ------------------------------------------------------------------------------------ |
| 30  |                    | Cho Soon 조순 / 趙淳                                   |                      | 1 de julho de 1995     | 9 de setembro de 1997 | Congresso Nacional para a Nova Política                                              |
| –   |                    | Kang Deokki 강덕기 / 姜德基 (interino)                 |                      | 10 de setembro de 1997 | 30 de junho de 1998   | Congresso Nacional para a Nova Política                                              |
| 31  |                    | Goh Kun 고건 / 高建                                    |                      | 1 de julho de 1998     | 30 de junho de 2002   | Congresso Nacional para a Nova Política; Democrático do Milênio                      |
| 32  |                    | Lee Myung-bak 이명박 / 李明博                          |                      | 1 de julho de 2002     | 30 de junho de 2006   | Grande Nacional                                                                      |
| 33  |                    | Oh Se-hoon 오세훈 / 吳世勳                             |                      | 1 de julho de 2006     | 30 de junho de 2010   | Grande Nacional                                                                      |
| 34  | 1 de julho de 2010 | Oh Se-hoon 오세훈 / 吳世勳                             | 26 de agosto de 2011 |                        |                       | Grande Nacional                                                                      |
| –   |                    | Kwon Young-kyu 권영규 / 權寧奎 (interino)              |                      | 27 de agosto de 2011   | 26 de outubro de 2011 | Grande Nacional                                                                      |
| 35  |                    | Park Won-soon 박원순 / 朴元淳                          |                      | 27 de outubro de 2011  | 9 de julho 2020       | Democrático Unido (eleito como independente) Nova Aliança Política para a Democracia |
| –   |                    | Seo Jung-hyup 서정협 / 徐正協 Seo Jung-hyup (interino) | 2021                 | 9 de julho de 2020     | 7 de abril de 2021    | Independente                                                                         |
| 33  |                    | Oh Se-hoon 오세훈 / 吳世勳                             |                      | 8 de abril de 2021     | atual                 | Grande Nacional                                                                      |